# Mistrzostwa Świata w Kajakarstwie Górskim 1967
10. Mistrzostwa świata w kajakarstwie górskim odbyły się w dniach 8–9 lipca 1967 roku w czechosłowackim Lipnie nad Vltavou. Zawodnicy rywalizowali ze sobą w dziewięciu konkurencjach: pięciu indywidualnych i czterech drużynowych.

## Końcowa klasyfikacja medalowa
| Miejsce | Państwo         | Złoto | Srebro | Brąz | Razem |
| ------- | --------------- | ----- | ------ | ---- | ----- |
| 1       | NRD             | 4     | 3      | 2    | 9     |
| 1       | Czechosłowacja  | 4     | 3      | 2    | 9     |
| 3       | RFN             | 1     | 2      | 3    | 6     |
| 4       | Wielka Brytania | 0     | 1      | 0    | 1     |
| 5       | Francja         | 0     | 0      | 1    | 1     |
| 5       | Szwajcaria      | 0     | 0      | 1    | 1     |

## Medaliści
| Konkurencja:           | Złoto:                                                                                                | Srebro: | Brąz: |
| C-1 mężczyzn           | Wolfgang Peters                                                                                       | Harald Cuypers | Karel Kumpfmüller |
| C-1 drużynowo mężczyzn | Czechosłowacja · Karel Kumpfmüller · Bohuslav Pospíchal · Petr Sodomka                                | NRD · Jürgen Köhler · Jochen Förster · Manfred Schubert                                                             | RFN · Harald Cuypers · Wolfgang Peters · Otto Stumpf                                                                 |
| C-2 mężczyzn           | Czechosłowacja · Miroslav Stach · Zdeněk Valenta                                                      | Czechosłowacja · Milan Horyna · Václav Janoušek                                                                     | Czechosłowacja · Ladislav Měšťan · Zdeněk Měšťan                                                                     |
| C-2 drużynowo mężczyzn | NRD · Ulrich Hippauf i Willi Landers · Siegfried Lück i Jürgen Noak · Günther Merkel i Manfred Merkel | Czechosłowacja · Milan Horyna i Václav Janoušek · Ladislav Měšťan i Zdeněk Měšťan · Miroslav Stach i Zdeněk Valenta | RFN · Gere Glück i Klaus Nenninger · Manfred Heß i Wolfgang Wenzel · Karl-Heinz Scheffer i Heinz-Jürgen Steinschulte |
| K-1 mężczyzn           | Jürgen Bremer                                                                                         | David Mitchell | Hans Hunziker |
| K-1 drużynowo mężczyzn | NRD · Jürgen Bremer · Christian Döring · Volkmar Fleischer                                            | RFN · Eugen Weimann · Günther Beck · Peter Trojovsky                                                                | Francja · Claude Lutz · Jean-Louis Olry · Claude Peschier                                                            |
| C-2 konkurs mieszany   | Czechosłowacja · Jaroslava Krčálová · Milan Svoboda                                                   | NRD · Erika Uhlig · Horst Wängler                                                                                   | NRD · Edith Grabo · Uwe Franz                                                                                        |
| K-1 kobiet             | Ludmila Polesná                                                                                       | Lia Merkel | Bärbel Richter |
| K-1 drużynowo kobiet   | NRD · Bärbel Richter · Dagmar Sickert · Helga Luber                                                   | Czechosłowacja · Jana Zvěřinová · Bohumila Kapplová · Ludmila Polesná                                               | RFN · Bärbel Körner · Heide Schröter · Kirsten Stumpf                                                                |